# José Antonio de Albert
José Antonio de Albert, né en 1910 à Barcelone (Catalogne, Espagne) et mort le 5 février 1990 dans la même ville, est un aristocrate (comte de Santa María de Sans et baron de Terrades) et industriel espagnol. Il est propriétaire de l'entreprise textile La España Industrial. Il préside brièvement le FC Barcelone en 1943.

## Biographie

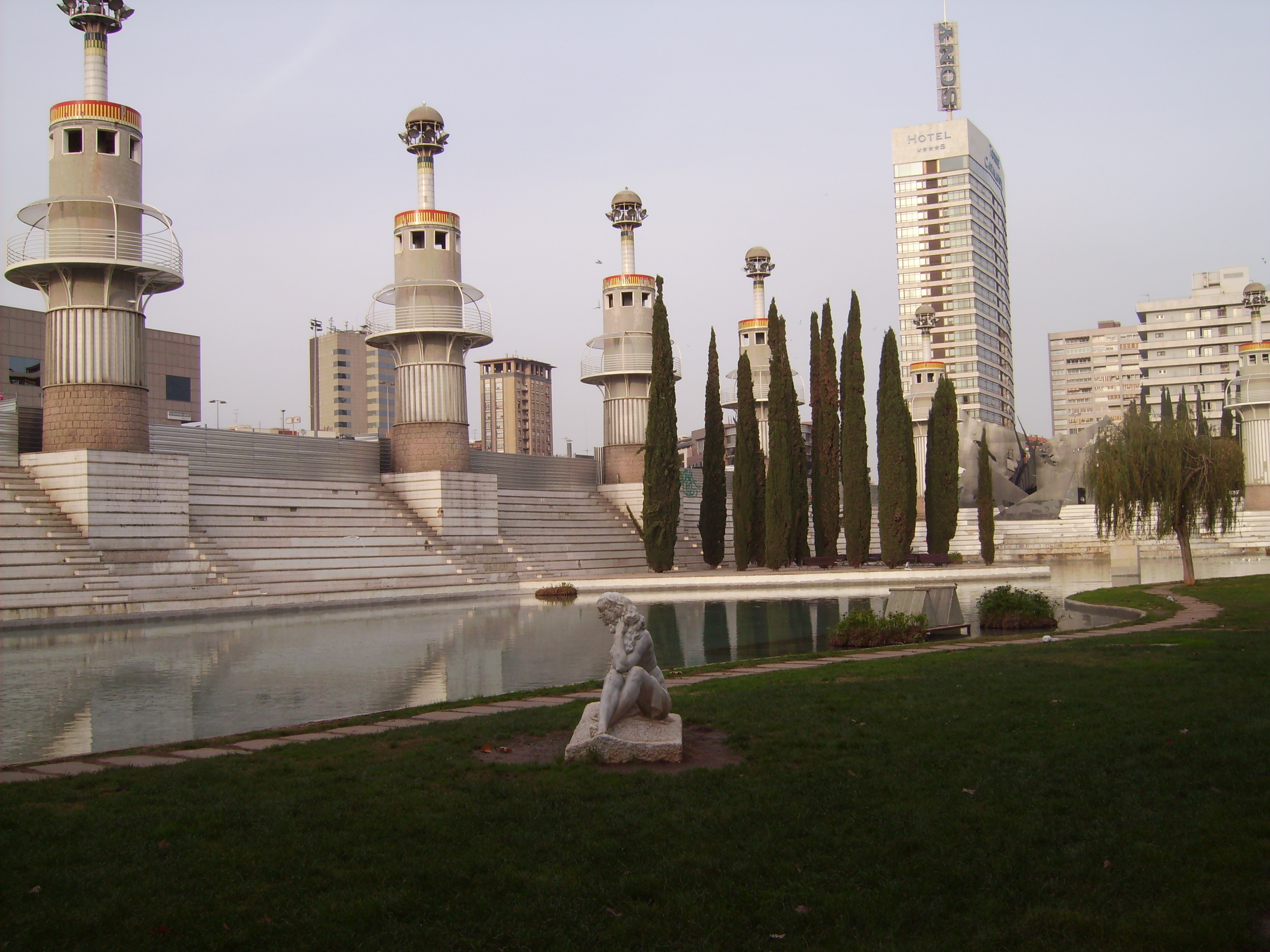
Parc de la España Industrial construit en 1985

José Antonio de Albert naît au sein d'une importante famille d'industriels catalans qui avait accédé à la noblesse grâce au roi Alfonso XIII. Sa mère, María del Carmen Muntadas Estruch, comtesse de Santa María de Sans, est l'héritière de la prospère entreprise familiale, La España Industrial SA, une des plus grandes industries textiles de l'époque, dirigée par son mari José María de Albert Despujol, baron de Terrades.
José Antonio de Albert, en tant que fils aîné, hérite des titres de noblesse et succède à son père à la direction de La España Industrial, qu'il dirige avec son frère Carlos. À partir des années 1960, il doit affronter la crise du secteur textile qui l'oblige à réduire progressivement le nombre d'employés et abandonner la fabrique historique de Vapor Vell dans le quartier Hostafrancs de Barcelone, pour installer la production à Mollet del Vallès. C'est là que la production cesse définitivement en 1981.

### Dirigeant sportif
Grand amateur de sport, José Antonio de Albert fait construire des installations sportives près de la fabrique d'Hostafrancs destinées à ses employés. Ces installations incluent un stade de football pouvant accueillir 5 000 spectateurs. Ceci suscite la création en 1934 du Club Deportivo Condal, équipe de football qui après une dizaine d'années de participation dans des tournois inter-entreprises se joint à la fédération pour participer officiellement au championnat. De Albert préside le club dans les années 1940.
Le 14 août 1943, le régime franquiste nomme José Antonio de Albert président du FC Barcelone. Il succède à un autre aristocrate, Enrique Piñeyro Queralt, qui démissionne après une défaite pleine de polémique face au Real Madrid. De Albert ne reste qu'un mois à la présidence du Barça. Il démissionne le 20 septembre 1943 pour assumer la vice-présidence de la Fédération catalane de football. Il est remplacé à la présidence du Barça par Josep Vendrell. Par la suite, il impulse un accord de filiation entre le CD Condal et le FC Barcelone qui permet au CD Condal de progresser considérablement, jusqu'au point de participer au championnat d'Espagne de première division en 1956.